# Натальевка (Ростовская область)
Натальевка — село в Неклиновском районе Ростовской области.
Административный центр Натальевского сельского поселения.

## География

### Улицы
| - пер. Веселый, - пер. Донской, - пер. Комсомольский, - пер. Макаренко, - пер. Октябрьский, - пер. Первомайский, - пер. Пирогова, - пер. Школьный, | - ул. Дзержинского, - ул. Мечникова, - ул. Миусская, - ул. Молодёжная, - ул. Островского, - ул. Пионерская, - ул. Чехова. |

## История
В 1796 году на правом берегу реки Миус появилось небольшое поселение, именовавшееся Матвеевкой в честь знаменитого донского атамана М. И. Платову, который и владел здешними землями. Позже поселение переименовали в село Натальевка, по имени жены одного из сыновей атамана Платова. Жили здесь переселенцы из восточной Украины.
Жители занимались земледелием и рыболовством. В 1890 году в селе была построена церковь с двумя куполами и колокольней. В 1895 году при храме открыли церковно-приходскую школу. В селе развивалась торговля, здесь также имелись лавки и работали ветряные мельницы.
О Революции 1917 года сельчане узнали от дезертировавших с фронта казаков. Во время Гражданской войны большинство жителей не горели желанием присоединяться ни к красным, ни к белым войскам.
В 1919 году произошло большевистское Носовское восстание, охватившее также близлежащие сёла, в том числе и Натальевку.
После окончания и провозглашения НЭП крестьянские хозяйства постепенно выходили из состояния разрухи. В 1929 году возникло товарищество по совместной обработке земли (ТОЗ) «Ласточка». В 1930 году коллектив был реорганизован в колхоз.
В 1933 году был голод. Жителей Натальевки спасала близость лимана и моря, где водилось много рыбы. В 1934 году в соседнем хуторе Ломакин была открыта машинно-тракторная станция. Первая сельскохозяйственная техника появилась и в Натальевке.
7 октября 1941 года село было оккупировано немецкими войсками. Оккупация продлилась до августа 1943 года. Из села ушли на фронт 520 человек, половина из них погибла.
После войны началось возрождение разрушенного хозяйства.
В 1989 году в селе проводится газификация.
В 2005 году изменяются границы Натальевского поселения. Хутор Александрово-Марково становиться частью Носовского поселения, а хутор Рожок — Натальевского.

## Население
| 2010 |
| ---- |
| 1575 |